# Psámate (satélite)
Psámate (del griego: Ψαμάθη), también conocido como Neptuno X, es un satélite irregular retrógrado de Neptuno. Psámate fue descubierto por los astrónomos Scott S. Sheppard y David C. Jewitt en 2003 utilizando el telescopio Subaru de 8,2 metros. Fue nombrado en honor a Psámate, una de las 50 ninfas Nereidas. Antes de su nombramiento el 3 de febrero de 2007, recibió la designación provisional S/2003 N 1.
Psámate tiene unos 38 kilómetros de diámetro y orbita alrededor de Neptuno a una distancia media de entre 25.7 y 67.7 millones de kilómetros (a modo de comparación, la distancia entre el Sol y Mercurio varía entre 46 y 69.8 millones de kilómetros) y requiere casi 25 años terrestres en completar su órbita. La órbita de Psámate está situada cerca de la teórica órbita estable de Neptuno para un cuerpo con movimiento retrógrado.
Dada la similitud entre los parámetros orbitales de Psámate y Neso, se ha sugerido que ambos satélites irregulares podrían tener un origen común a partir de la disgregación de un satélite de mayor tamaño. Ambos satélites son los que más alejados se encuentran de sus planetas en todo el sistema solar.